# Charlotte County, Florida
Charlotte County är ett administrativt område i delstaten Florida, USA, med 159 978 invånare. Den administrativa huvudorten (county seat) är Punta Gorda. 

## Geografi
Enligt United States Census Bureau har countyt en total area på 2 225 km². 1 796 km² av den arean är land och 429 km² är vatten.

### Angränsande countyn
- Sarasota County, Florida - nordväst
- DeSoto County, Florida - nord
- Highlands County, Florida - nordöst
- Glades County, Florida - öst
- Hendry County, Florida - sydöst
- Lee County, Florida - syd

### Större orter
- Englewood
- Port Charlotte
- Punta Gorda
- Rotonda